# جان وایت (قایقران روئینگ)
جان وایت (انگلیسی: John White; ۱۶ مهٔ ۱۹۱۶ – ۱۶ مارس ۱۹۹۷) قایقران روئینگ اهل ایالات متحده آمریکا بود.